# 姚安濂
姚安濂（1957年8月25日—），男，祖籍山东，生于上海，中国演员。曾在电影《青红》饰演男主角吴泽民，2005年获得戛纳国际电影节最佳男演员提名。2007年，他主演的电影《红色康拜因》获得第48届塞萨洛尼基电影节最佳影片金亚历山大奖。

## 提名和获奖
| 年份   | 颁奖典礼                 | 奖项       | 作品       | 结果 |
| ------ | ------------------------ | ---------- | ---------- | ---- |
| 2005年 | 第58届戛纳电影节         | 最佳男演员 | 青红       | 提名 |
| 2006年 | 第六届华语电影传媒大奖   | 最佳男配角 | 青红       | 獲獎 |
| 2007年 | 第48届塞萨洛尼基电影节   | 最佳男主角 | 红色康拜因 | 提名 |
| 2014年 | 第38届蒙特利爾世界電影節 | 最佳男演員 | 打工老板   | 獲獎 |

## 外部連結
- 姚安濂的新浪微博
- 姚安濂在香港影庫上的簡介